# Kleiner Panzerbefehlswagen
Kleiner Panzerbefehlswagen (Kl.Pz.Bf.Wg.) — германская бронированная командно-штабная машина 1930-х годов (в отечественной литературе известна как командирский танк).

## История
Leichter (Funk) Panzerwagen («лёгкая ради́йная бронемашина») — командирский танк на шасси Pz.Kpfw.I Ausf.A. Создан в 1935 году в качестве машины для командиров вооружённых Pz.Kpfw.I подразделений. Отличался от линейных танков отсутствием вращающейся башни и части подбашенного листа и установкой на их месте небольшой броневой надстройки, а также наличием  приёмо-передающей радиостанции, в отличие от стандартных танковPz.Kpfw.I, оснащавшихся только радиоприёмниками. Производство командирских танков этого варианта ограничилось только одной серией из 15 машин, выпущенной в 1935 году. Компоновка — моторное отделение сзади, трансмиссионное спереди, совмещённое боевое и управления посередине. Двигатель — рядный
6-цилиндровый карбюраторный жидкостного охлаждения. Подвеска — сблокированная попарно, на листовых рессорах и индивидуальная на вертикальных пружинах. Броня — стальная катаная хромоникелевая.
Какие-либо данные об их боевом применении отсутствуют.
Kleiner Panzerbefehlswagen (Kl.Pz.Bf.Wg. — «малая командирская машина»), Sd.Kfz.265 — командирский танк на шасси Pz.Kpfw.I Ausf.B. Создан в 1935 году как улучшенная версия Leichte (Funk) Panzerwagen. Отличался изменённой броневой надстройкой увеличенной высоты, позволившей разместить в ней третьего члена экипажа. Кроме этого, в отличие от своего предшественника, лишённого какого-либо вооружения, Kl.Pz.Bf.Wg. был оснащен пулемётом MG-34, размещённым в шаровой установке в лобовом листе корпуса. Компоновка — моторное отделение сзади, трансмиссионное спереди, совмещённое боевое и управления посередине. Двигатель — рядный 6-цилиндровый карбюраторный жидкостного охлаждения. Подвеска — сблокированная попарно, на листовых рессорах и индивидуальная на вертикальных пружинах. Броня — стальная катаная хромоникелевая.
Всего с лета 1936 по конец 1937 года было выпущено 184 командирских танков этого варианта. Первое боевое применение Kl.Pz.Bf.Wg. состоялось в ходе гражданской войны в Испании, в дальнейшем они активно использовались на начальном этапе Второй мировой войны, но из-за слабого бронирования были уже к 1941 году в основном заменены более совершенным командирским танком Panzerbefehlswagen III с экипажем из 5 человек (4 офицера и радист) на базе Pz.III.